# Fausse équivalence
| - Jésus Christ - Adolf Hitler |

La fausse équivalence, est un sophisme dans lequel une équivalence est établie entre deux sujets sur la base d'un raisonnement erroné ou faux. Ce sophisme est qualifié de sophisme d'incohérence. Dans la vie courante, une fausse équivalence est parfois appelée « mélanger les torchons et les serviettes ».

## Caractéristiques
Ce sophisme est commis lorsqu'un trait commun entre deux sujets est supposé montrer une équivalence, en particulier dans le cadre des ordres de grandeur, lorsque l'équivalence n'est pas nécessairement le résultat logique. La fausse équivalence est un résultat courant lorsqu'une similitude anecdotique est signalée comme égale, mais la revendication d'équivalence ne résiste pas à un examen plus détaillé car la similitude est basée sur une simplification excessive ou l'ignorance de facteurs supplémentaires. Le schéma du sophisme est souvent le suivant :

« Si A est l'ensemble de C et D, et B est l'ensemble de D et E, alors puisqu'ils contiennent tous les deux D, A et B sont égaux. »

« D » ne doit pas nécessairement exister dans les deux ensembles ; seule une similitude passagère est nécessaire pour que cette erreur soit utilisée.
De faux arguments d'équivalence sont souvent utilisés dans le journalisme,et en politique, où les défauts d'un politicien peuvent être comparés aux défauts d'une nature totalement différente d'un autre.

## Exemples
| - Tache d'huile - Marée noire |

Les déclarations suivantes sont des exemples de fausse équivalence:
- « La marée noire de Deepwater Horizon n'est pas plus nocive que lorsque votre voisin fait couler de l'huile sur le sol lors de la vidange d'huile de sa voiture. »

La fausse équivalence est la comparaison entre des choses différant de plusieurs ordres de grandeur : Deepwater Horizon a déversé 800 millions de litres de pétrole; son voisin pourrait renverser peut-être 0,5 litre.
- « Ce sont tous les deux des félidés, des mammifères de l'ordre des carnivores[10], donc il y a peu de différence entre avoir un chat de compagnie et un jaguar de compagnie. »[11]

La fausse équivalence est dans une simplification excessive des facteurs qui font d'un animal un animal de compagnie convenable.
- « Les manifestations de George Floyd étaient les mêmes que les manifestations du Capitole des États-Unis du 6 janvier. »[13]

La comparaison entre les troubles civils et une insurrection est une fausse équivalence, car si les deux événements partagent des caractéristiques, d'autres facteurs importants sont trop simplifiés ou ignorés. Il n'y a pas d'« équivalence » quant aux facteurs qui ont causé les événements, et les résultats sont différents.
Selon la juge Tanya Chutkan, « Comparer les actions de personnes qui manifestent, pour la plupart pacifiquement, pour les droits civils à celles d'une foule violente cherchant à prendre le contrôle du Congrès est une fausse équivalence et ignore les dommages très réels que l'émeute du 6 janvier pose à la fondation de notre démocratie. ».

## Causes négatives
Thomas E. Patterson (en) du Shorenstein Center for Media, Politics, and Public Policy de l'université Harvard a écrit sur la fausse équivalence utilisée par les médias lors de l'élection présidentielle américaine de 2016:
« [F]alse equivalencies are developing on a grand scale as a result of relentlessly negative news. If everything and everyone is portrayed negatively, there’s a leveling effect that opens the door to charlatans. The press historically has helped citizens recognize the difference between the earnest politician and the pretender. Today’s news coverage blurs the distinction. »
« Les fausses équivalences se développent à grande échelle sous l'effet de nouvelles négatives incessantes. Si tout et tout le monde est dépeint négativement, il y a un effet de nivellement qui ouvre la porte aux charlatans. La presse a historiquement aidé les citoyens à reconnaître la différence entre le politicien sérieux et le prétendant. La couverture médiatique d’aujourd’hui brouille la distinction. »